# Anastasia Hendrikova
La condesa Anastasia Vasilyevna Hendrikova (23 de junio de 1887-4 de septiembre de 1918), fue una dama de honor en la corte del zar Nicolás II y la zarina Alejandra. Fue arrestada por los bolcheviques y asesinada a tiros en las afueras de Perm en el otoño de 1918.
Al igual que los Romanov y sus sirvientes que fueron asesinados el 17 de julio de 1918, Hendrikova y Catharina Adolphovna Schneider, la anciana tutora de la corte que fue asesinada con ella, fueron canonizadas como mártires por la Iglesia Ortodoxa Rusa fuera de Rusia en 1981.

## Biografía
Anastasia, apodada "Nastenka", era hija del conde Vassili Alejandrovich Hendrikov, gran maestro de ceremonias de la corte imperial, y su esposa, la princesa Sophia Petrovna Gagarina. Era miembro de la nobleza rusa como parte de la familia Hendrikov. Era descendiente de la hermana de Catalina I de Rusia, la esposa de Pedro el Grande.
Hendrikova fue nombrada dama de honor en 1910. Actuó como una "especie de institutriz no oficial" de las cuatro grandes duquesas.

### Exilio

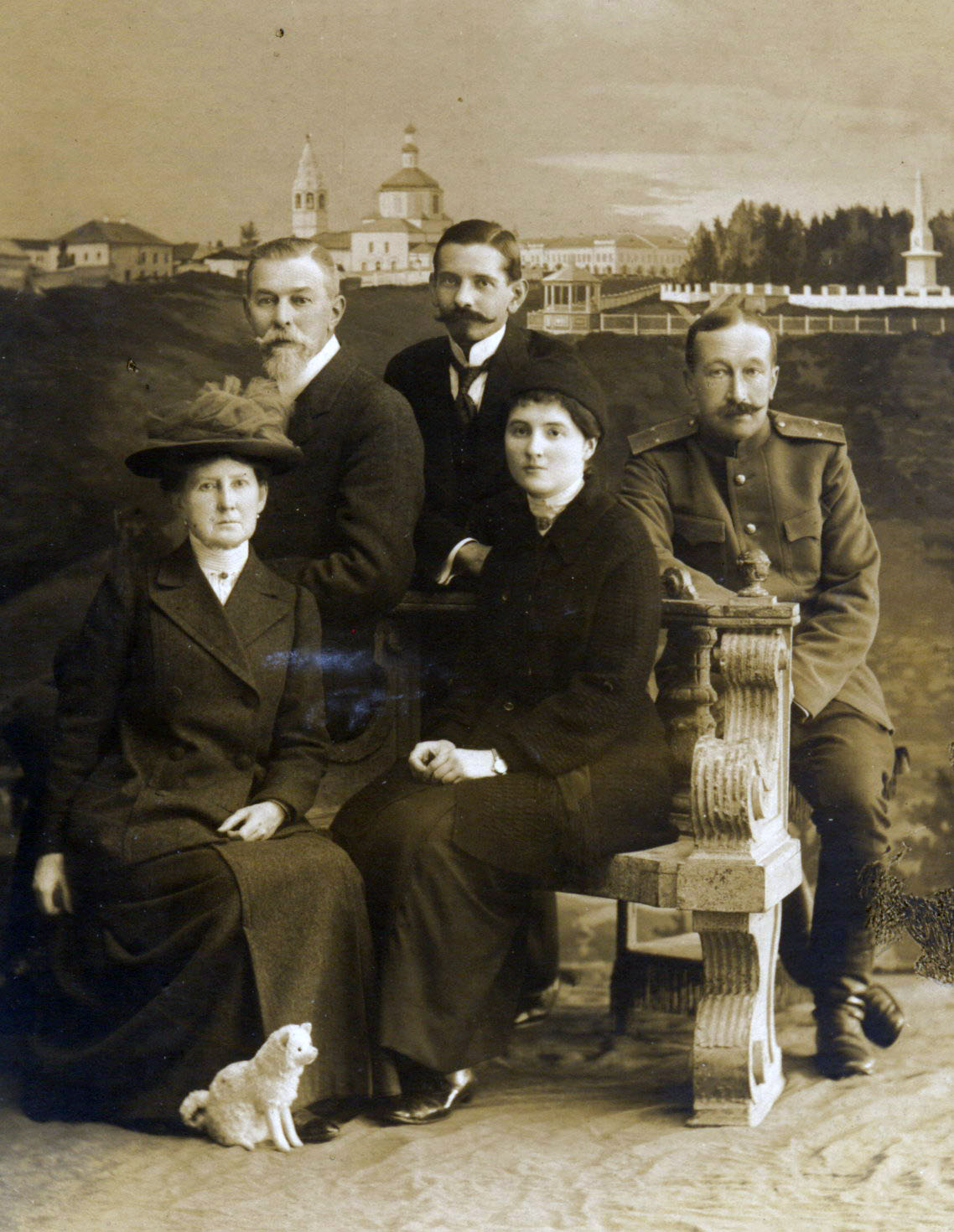
De izquierda a derecha: Catharina Schneider, el conde Ilya Tatishchev, Pierre Gilliard, Anastasia Hendrikova y el príncipe Vasily Dolgorukov; el pequeño séquito imperial fotografiado a finales de 1917 o principios de 1918.

Hendrikova, que nunca se casó, se dedicó por completo a la familia Romanov y los siguió al exilio después de la Revolución Rusa de 1917, yendo con ellos primero a Tobolsk y luego a Ekaterimburgo, aunque estaba preocupada por su propia familia.
La hermana de Hendrikova, Alexandra Balashova, apodada "Inotchka", estaba enferma de tuberculosis. "Las dos hermanas eran todo el mundo la una para la otra", escribió su compañera como dama de honor, la baronesa Sophie von Buxhoeveden, recordando cómo sus "ojos oscuros brillaron" cuando escuchó noticias sobre su hermana. Y fue desde el lecho de Inotchka que Nastenka se apresuró a regresar a Tsárskoye Seló con las noticias de la revolución para unirse a la emperatriz en su peligro. Ahora rara vez tenía noticias".
Buxhoeveden pensó que Hendrikova era consciente del peligro en el que se encontraba. Hendrikova había "fijado tanto sus pensamientos en la proximidad de la muerte que no la aterrorizaba", escribió Buxhoeveden en sus memorias. “Era muy bonita y aparentaba menos de sus veintiocho años, pero agradecía la idea de la muerte, tan cansada se había vuelto de la vida y tan alejada de los intereses terrenales. La sentí alejarse a la deriva hacia planos superiores".
Los bolcheviques separaron por la fuerza a Hendrikova y la anciana Schneider de la familia Romanov en Ekaterimburgo y las encarcelaron en Perm durante algunos meses.

### Muerte

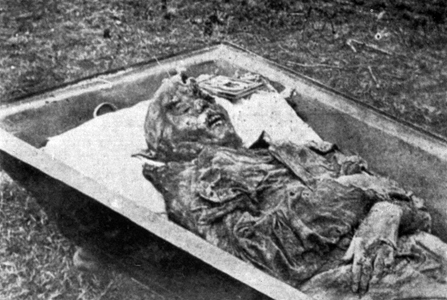
El cadáver de Hendrikova en mayo de 1919, tras ser recuperado de la fosa en el bosque y colocado en un ataúd para su inhumación en el cementerio de Yegoshikha.

La noche del 4 de septiembre de 1918, Hendrikova y Schneider fueron sacadas de su celda y conducidas a la oficina de la prisión junto con Alexei Volkov, un ayuda de cámara de la corte de sesenta años. A ellos se unieron otros ocho prisioneros, incluida la camarera de la casa donde había vivido el gran duque Miguel Alejandrovich de Rusia. Tenían una escolta de veintidós guardias, ninguno de ellos ruso.
Volkov, quien luego escapó, recordó que cuando le preguntó a un guardia a dónde los estaban llevando, le dijeron que los estaban llevando "a la casa de arresto". Hendrikova, que había estado en el baño, le hizo la misma pregunta a un guardia cuando salió. Le dijeron que los iban a llevar "a la prisión central". Hendrikova le preguntó, "¿y de ahí?" El guardia respondió: "¡Bueno! a Moscú". Hendrikova repitió esta conversación a sus compañeros de prisión e hizo la señal de la cruz. Volkov interpretó su gesto en el sentido de "¿no nos dispararán?".
El marinero en la puerta de la oficina de la prisión no dejaba de revisar la puerta principal que daba a la calle para asegurarse de que no había nadie allí. Después de un rato, otro marinero dijo: "Vamos". Alinearon a los presos en la calle en filas de dos, los hombres al frente y las mujeres atrás. El grupo caminó hasta las afueras de la ciudad y llegó a la carretera de Simbirsk. Volkov le preguntó a otro prisionero dónde estaba la prisión central y le dijo que la habían pasado hace mucho tiempo. Volkov se dio cuenta de que los estaban llevando al bosque para dispararles. Volkov se fue quedando atrás para apartarse del grupo y corrió por su vida a la primera oportunidad. Una bala pasó zumbando junto a su oreja. Detrás de él escuchó disparos cuando los otros prisioneros del grupo, entre ellos Hendrikova, fueron asesinados a tiros.
Los cuerpos de Hendrikova y Schneider fueron recuperados por los Blancos en mayo de 1919, y fueron enterrados de nuevo en el cementerio de Yegoshikha. Sin embargo, sus lápidas fueron destruidas cuando los bolcheviques recuperaron el control de la ciudad y su ubicación exacta se ha perdido.